# Cambridge (Nebraska)
Cambridge – wieś w Stanach Zjednoczonych, w stanie Nebraska, w hrabstwie Furnas.